# Steyr- und Teichltal
Koordinaten: 47° 51′ N, 14° 11′ O

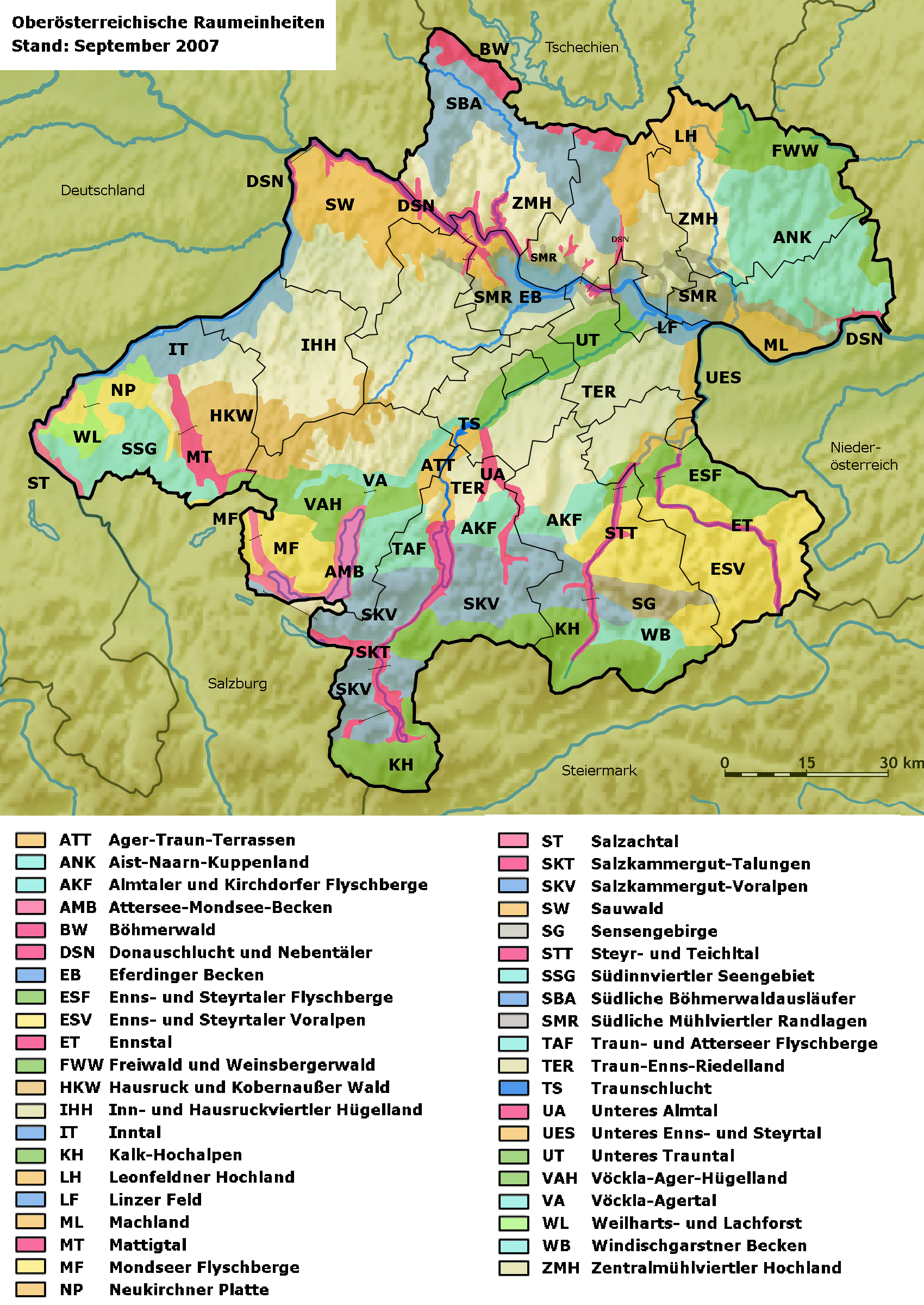
Alle OÖ Raumeinheiten

Das Steyr- und Teichltal ist eine der 41 Oberösterreichischen Raumeinheiten und erstreckt sich entlang der Steyr und der Teichl im östlichen Traunviertel.

## Lage
Die Raumeinheit liegt in den Bezirken Kirchdorf und Steyr-Land.
Die Fläche des Steyr- und Teichltals beträgt 42 km² und erstreckt sich über rund 40 km von Süd nach Nord. Die Breite beträgt maximal 4 km (bei Molln), meist ist die Raumeinheit wesentlich schmäler (Minimum: 250 m). Der tiefste Bereich liegt bei rund 335 m ü. A. bei Waldneukirchen. Der höchste Bereich des Gebiets liegt im Stodertal mit rund 656 m ü. A. nahe dem Dietlgut bei Hinterstoder.
Folgende Gemeindegebiete haben maßgeblichen Anteil am Steyr- und Teichltal (alphabetisch geordnet): Grünburg, Hinterstoder, Klaus an der Pyhrnbahn, Molln und St. Pankraz.
Die Raumeinheit ist von folgenden OÖ Raumeinheiten umgeben (Von Nord nach Süd):
Unteres Enns- und Steyrtal, Enns- und Steyrtaler Flyschberge, Enns- und Steyrtaler Voralpen, Salzkammergut-Voralpen, Kalk-Hochalpen, Sengsengebirge und Windischgarstner Becken.
Das Steyr- und Teichltal ist in zwei Untereinheiten gegliedert:
- Flusstal mit Schluchtstrecken und Uferbegleitgehölzen
- Grünlanddominierte Landschaft mit Siedlungsgebiet

## Charakteristik

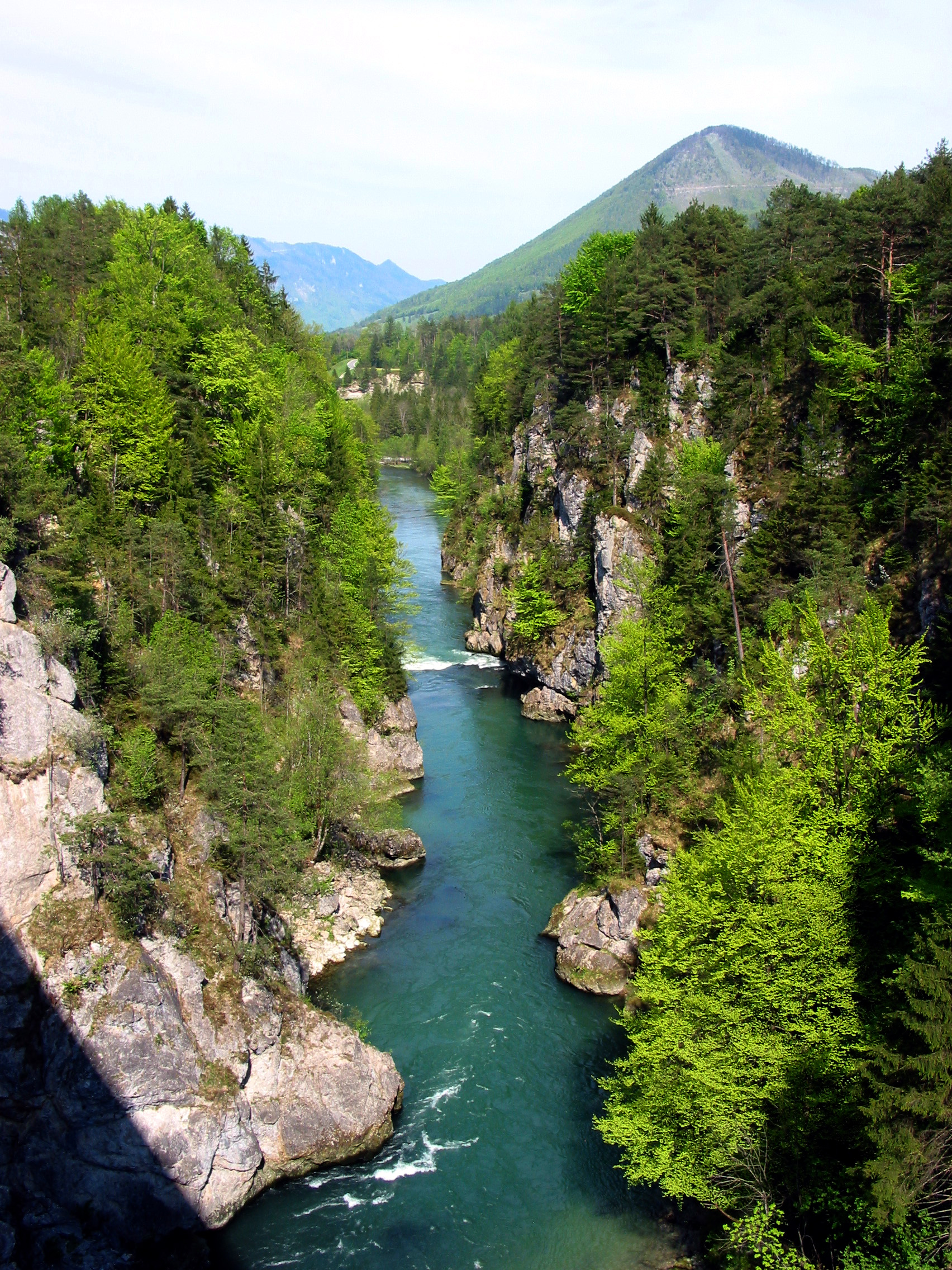
Steyrdurchbruch von der Straßenbrücke aus gesehen

- Schluchtartiger Talverlauf entlang der Steyr, Teichl und Krummer Steyrling zwischen dem Stodertal und Unterem Steyrtal. Beidseitig erhebt sich Bergland. Terrassen und Bergland gehen teils fließend ineinander über. Die tief eingeschnittenen Konglomeratschluchten sind 100 bis 200 Meter breit und 30 Meter tief.
- Steyrdurchbruch nahe dem Steyrsberg (Hinterstoder) mit dem Stromboding-Wasserfall ist landschaftlich sehenswert.
- Viele kleine, naturnahe Bäche münden in Steyr und Teichl. Vereinzelt treten Wasserfälle bei der Einmündung auf.
- Gutes Fischrevier (z.b: Äschen in der Steyr).
- Das Kraftwerk Klaus bildet einen Rückstau bis zur Teichlmündung (Badeteich). Auch andere Kraftwerke säumen die Raumeinheit.
- Auwald ist örtlich sehr begrenzt. Es gibt artenreiche Schneeheide-Föhrenwälder und Hainbuchenwälder.
- Unbewaldete Terrassenflächen werden vorwiegend als Grünland genutzt. Die Kulturlandschaft ist gut erhalten und besitzt viele Strukturelemente (Obstbaumwiesen). An den Terrassenkanten gibt es noch Halbtrockenrasen, Magerwiese und bunte Fettwiesen.
- Mehrere größere Dörfer mit deutlichen Zersiedelungseffekten.
- Wichtige Verkehrsachsen (Pyhrn Autobahn (A 9) und Pyhrnbahn) durchschneiden vor allem das Teichltal. Durch Lärm erfolgt eine landschaftliche und tierökologische Beeinträchtigung des Lebensraumes.
- Industrieller Schotterabbau bei der Steyrschlucht beeinträchtigt das Landschaftsbild.
- Tourismus durch viele Freizeitaktivitäten (Bootsfahrt, Rafting, Angel-, Fliegenfischerei).